# Outrageous (альбом Шер)
Outrageous — первый альбом ремиксов американской певицы и актрисы Шер, выпущенный в августе 1989 года на лейбле PolyGram. Изначально альбом был выпущен только в Северной Америке, однако, позже стал доступен и в европейских странах.

## Об альбоме
Outrageous был выпущен в августе 1989 года. Альбом содержит ремиксы на все песни альбома Prisoner, а также песни из её альбомов All I Really Want to Do, The Sonny Side of Cher и Chér. Единственный хит, представленный в альбоме, - её первый сингл "All I Really Want to Do". Остальная часть альбома представлена редкими и недооцененными хитами Шер 60-х:  "Where Do You Go", "Sunny" и "I Go to Sleep". Позже эти ремиксы не раз переиздавались на компакт-дисках с различными названиями, к примеру, "Holdin' Out for Love", "Lift Me Up, Sonny", "Boys and Girls" и многие другие.

## Список композиций
1. "All I Really Want to Do" (Bob Dylan) – 2:58
2. "I Go to Sleep" (Ray Davies) – 2:41
3. "Shoppin'" (Michele Aller, Bob Esty) – 5:50
4. "Boys and Girls" (Billy Falcon) – 3:40
5. "See See Rider" (Sonny Bono, Greene, Robert Stone) – 3:01
6. "Sunny" (Bobby Hebb) - 3:08
7. "Prisoner" (David Paich) – 6:20
8. "Holdin' Out for Love" (Tom Snow, Cynthia Weil) – 5:42
9. "Holy Smoke!" (Aller, Esty) – 5:50
10. "Come and Stay With Me" (Jackie DeShannon) – 2:48
11. "Where Do You Go" (Bono) - 3:16
12. "Hell on Wheels" (Aller, Esty) – 5:30
13. "Mirror Image" (Michael Brooks, Esty) – 5:30
14. "Outrageous" (Aller, Esty) – 5:15

## Над альбомом работали
- Треки 3, 4, 9, 12, 14 - Ricks Music Inc. Aller Easty Music MV Intersong GmbH
- Трек 7 - Hudmar Publishing Co Inc. Global MV
- Трек 8 - Braintree Music Inc. Rondor MV
- Трек 13 - Koppeiman-Bandier M. Jonathan Three M. Co EMI M. Publishing Germany GmbH J. Michel KG.